# Bill Dijxhoorn
Gerard Willem (Bill) Dijxhoorn (Rotterdam, 10 juli 1879 – Asuncion, 16 oktober 1937) was een Nederlands voetballer, scheidsrechter en voetbalbestuurder.
Dijxhoorn was lid van EFC (later EFC PW) in Enschede en HBS uit Den Haag waar hij ook bestuurslid was. Hij behaalde zijn diploma aan de Nederlandse school voor Handel en Nijverheid, Enschede. Dijxhoorn werd in 1897 verkozen in het bestuur van de NVB en was ook lid van de Nederlands Elftalcommissie. In 1905 stond hij mede aan basis van een Nederlandse bond voor voetbalscheidsrechters waarvan hij de eerste voorzitter werd. Hij was in 1907 mede-oprichter en eerste secretaris van ANVV De Zwaluwen. Dijxhoorn was ook voetbalscheidsrechter en floot eenmaal een internationale wedstrijd. Hij was in 1916 in Asunción (Paraguay) gehuwd. Hij was daar werkzaam voor suikerfabriek Azucarera Paraguaya en fungeerde ook als vice-consul. Dijxhoorn overleed op 58-jarige leeftijd.

## Interlands
| Datum         | Plaats          | Wedstrijd         | Uitslag | Competitie        | Kreeg geel | Kreeg voor de tweede keer geel en dus rood | Weggestuurd |
| ------------- | --------------- | ----------------- | ------- | ----------------- | ---------- | ------------------------------------------ | ----------- |
| 19 april 1908 | Brussel, België | België – Engeland | 2 – 8   | Vriendschappelijk | 0          | 0                                          | 0           |

Bijgewerkt t/m 27 januari 2014